# Abdelkrim el-Khattabi
Pour les articles homonymes, voir Krim et Khattabi.
Ne doit pas être confondu avec Abdelkrim El Khatib.
Muhammad Ben ‘Abd al-Krim al-Khattabi (en arabe : محمد بن عبد الكريم الخطابي), né vers 1882 à Ajdir, dans le Rif, et mort le 6 février 1963 au Caire (Égypte), est un homme politique et dirigeant militaire marocain,. Il est le chef du mouvement de résistance contre l'Espagne et la France lors de la guerre du Rif,,.
Président de la république du Rif de 1921 jusqu'en 1926, il est devenu une icône des mouvements indépendantistes luttant contre le colonialisme. Il demeurera également une grande figure du nationalisme arabe (panarabisme) et un fervent défenseur de l'identité arabe au Maghreb,,,,,.
Il est connu sous le nom Emir ‘Abd al-Krim ou ‘Abd al-Krim en Occident, ‘Abd al-Krim al-Khattabi au Maroc ou encore Moulay Mohand chez les Rifains,.

## Biographie
Muhammad Ben ‘Abd al-Krim est né en 1882 dans Ajdir, au Maroc. Il est le fils d'Abd al-Karim al-Khattabi, juge (qadi) du clan des Aït Youssef ou Ali (ou Aith Yusif w-'Ari) de la tribu rifaine des Aït Ouriaghel. Les Aït Youssef ou Ali font partie des deux cinquièmes des Aït Khattab, d'où la nisba al-Khattabi. Il fut nommé nommé à ce poste par le sultan Moulay Hassan vers 1885.
Après que Muhammad Ben ‘Abd al-Krim eut fréquenté l'école coranique, c'est son père ‘Abd al-Krim qui se chargea de son instruction première, assisté par son frère, 'Abd as-Salam. Le père transmit à son fils les premières bases des sciences religieuses qu'il avait lui-même apprises. En 1896, le père alla s'installer à Tétouan pour que ses fils y puissent continuer leurs études. Muhammad, alors âgé de quatorze ans, fréquentait l'institut religieux de Tétouan. A l'âge de vingt ans, il fut envoyé à Fès pour y poursuivre ses études. Il a étudié dans les medersas Attarine et Saffarine, puis dans l'Université Al Quaraouiyine.

D'après les dires d'Abdelkrim lui-même, sa famille, les Khattabi, est une ancienne famille arabe originaire de Yambo en Arabie, de la tribu arabe des Ouled Sidi Mohammed dont il tire son nom. Ils auraient immigré dans le Rif dans les années 900. Le nom de l'aïeul de sa famille serait un certain Zarra, un Arabe venu s'établir au Maroc et qui s'installa avec sa famille chez la tribu berbère des Aït Ouriaghel,,,.

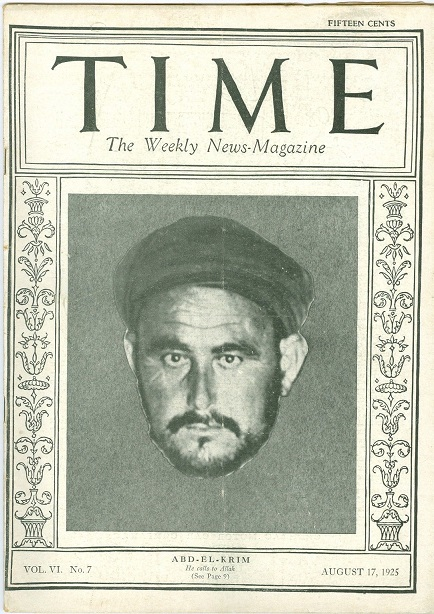
Abdelkrim al-Khattabi à la une de Time en 1925.

Entre 1908 et 1915, il est journaliste au quotidien de Melilla Le Télégramme du Rif, où il préconise la coopération avec les Européens afin de libérer la oumma (le monde arabe de religion musulmane ou le monde musulman, par extension) du sous-développement.
En 1915, il entre dans l'administration espagnole et est nommé cadi de Melilla. Durant cette période, Abdelkrim est amené à voyager en Espagne. Il se met à étudier l'histoire d'Al andalus et parcourt le pays en contemplant les monuments de ses ancêtres, lesquels d'après lui « attestent de la grandeur de la civilisation Arabe en Espagne ». C'est ce voyage qui a suscité en lui un sentiment en faveur du nationalisme arabe (pan-arabisme), et une grande nostalgie des temps glorieux. Il commence alors à s'opposer à la domination espagnole, considérant cette opposition comme une revanche légitime contre les ennemis historiques du peuple marocain.
Il est emprisonné du 7 septembre 1915 au début du mois d’août 1916 pour avoir dit que l'Espagne ne devrait pas s'étendre au-delà des territoires déjà occupés (ce qui, en pratique, excluait la plupart des zones incontrôlées du Rif). Peu après avoir été libéré, il se démet de ses fonctions de cadi en décembre 1918, revient à Ajdir en 1919 et, avec son frère, commence à unir les tribus du Rif dans une République du Rif indépendante en s'efforçant d'apaiser leurs inimitiés. Dans cette optique de réunification des tribus du Rif, il épouse Taymount Boujibar de la Tribu des Aït Ouriaghel. Son beau frère Ahmed Boujibar, lieutenant de l'armée rifaine, sera exilé à El Jadida.

## De la bataille d'Anoual à la république du Rif
En 1921, dans leurs efforts pour détruire la puissance de Raisuni, un brigand local, les troupes espagnoles approchent des secteurs inoccupés du Rif. ‘Abd al-Krim envoie à leur général, Manuel Fernández Silvestre, un avertissement : s'ils franchissent le fleuve Amekrane (oued), il le considérerait comme un acte de guerre. Fernández Silvestre aurait ri en prenant connaissance du message. Le général installe dans la région de Temsamane un poste militaire juste après l'oued Amekrane, plus précisément au Mont Abarrán (Dhar Obaran). Le jour même, au milieu de l'après-midi, mille Rifains l'encerclent : 179 militaires espagnols sont tués, forçant le reste à la retraite.
La retraite effectuée sans préparation se transforme en débandade au cours de laquelle les Espagnols perdent près de 16 000 hommes. Connue sous le nom de bataille d'Anoual, il s'agit d'un tournant dans la guerre du Rif. ‘Abd al-Krim met la main sur 150 canons, 25 000 fusils, des munitions et des véhicules. En plus des morts et des blessés (environ 25 000), ‘Abd al-Krim fait des prisonniers par centaines. Depuis la bataille d'Adoua (Éthiopie) en 1896, il s'agit de la première défaite d'une puissance coloniale européenne, disposant d'une armée moderne et bien équipée, devant des résistants sans ressources, sans organisation, sans logistique ni intendance. La victoire d'Anoual a un retentissement dans le monde entier, d'un point de vue psychologique et politique, car elle montre qu'avec des effectifs réduits, un armement léger, et une importante mobilité (et une bonne connaissance du terrain de guerre), il est possible de vaincre des armées classiques.
Fort de son succès, l’Emir proclame, en 1922, la république confédérée des Tribus du Rif. Cette république a un impact crucial sur l'opinion internationale, car c'est la première république issue d'une guerre de décolonisation au XXe siècle. Il crée un parlement constitué des chefs de tribus qui élit un gouvernement. Imprégné des idéaux de progrès et de républicanisme, ‘Abd al-Krim promulgue des réformes modernes.
Considérant par ailleurs le cannabis comme haram, il est « le seul à avoir presque réussi à interdire [sa] production », traditionnelle dans le Rif depuis le VIIe siècle.

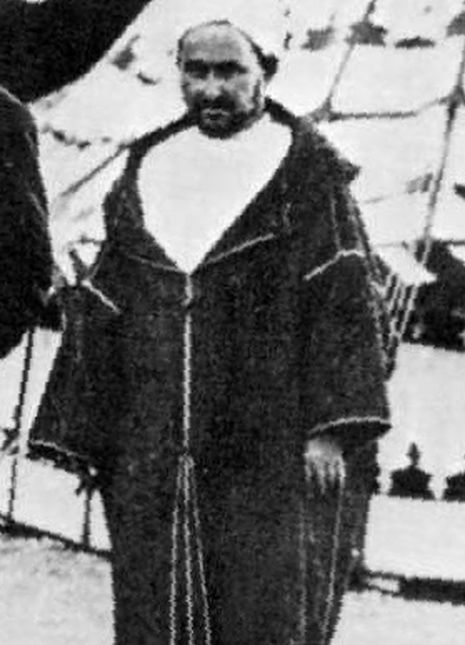
Abdelkrim al-Khattabi en 1923.

En 1924, l'Espagne retire ses troupes dans ses possessions le long de la côte marocaine, sur la Méditerranée. La France, qui a des prétentions sur le Rif méridional, se rend compte que laisser une autre puissance coloniale se faire vaincre en Afrique du Nord par des indigènes créerait un dangereux précédent pour ses propres territoires, et entre dans le conflit. Tentant de joindre toutes les forces vives marocaines pour constituer le noyau d'un mouvement de libération marocain préalable à un vaste mouvement de décolonisation, ‘Abd al-Krim demande au sultan Moulay Youssef de rallier sa cause. Mais celui-ci, sous l'influence de la résidence générale française à Rabat, refuse de lutter contre les puissances coloniales. Dès lors, jugeant le sultan illégitime, Abdelkrim se proclame commandeur des croyants et selon le premier résident français au Maroc, le Général Lyautey : « ‘Abd al-Krim est considéré ouvertement comme le seul et unique sultan du Maroc depuis Abdelaziz, vu que Moulay Hafid a vendu le pays à la France par le traité du Protectorat et que Moulay Youssef est seulement un fantoche entre mes mains ».
L'entrée de la France en guerre ne se fait pas attendre, mais la pression de l'opinion publique aussi bien européenne qu'internationale rend la tâche plus ardue et conduit au renvoi du résident général, le maréchal Lyautey.
À partir de 1925, ‘Abd al-Krim combat les forces françaises dirigées par le maréchal Pétain composées de 200 000 hommes et une armée espagnole commandée personnellement par le général Primo de Rivera, soit un total de 500 000 soldats, qui commencent les opérations contre la République du Rif. Le combat intense dure une année et aboutit à la victoire des armées française et espagnole contre les forces de ‘Abd al-Krim. En 1925, par télégramme, Lyautey aurait demandé au président du Conseil Paul Painlevé l'envoi d'obus à ypérite[réf. nécessaire]. Toutefois, il n'existe aucune preuve documentée que ce gaz ait été utilisé par les troupes françaises.
Abdelkrim se rend aux Français comme prisonnier de guerre le 26 mai 1926. En dépit de cette reddition, les armées espagnoles feront usage de gaz de combat contre des villages tenus par les rebelles. Ainsi, dès 1926, des avions munis de gaz moutarde bombarderont des villages entiers, faisant des Marocains du Rif les premiers civils gazés massivement dans l'Histoire,,, à côté des Kurdes irakiens gazés par les Britanniques. On estime à plus de 150 000 le nombre de morts civils durant les années 1925-1926.

## Exil et mort

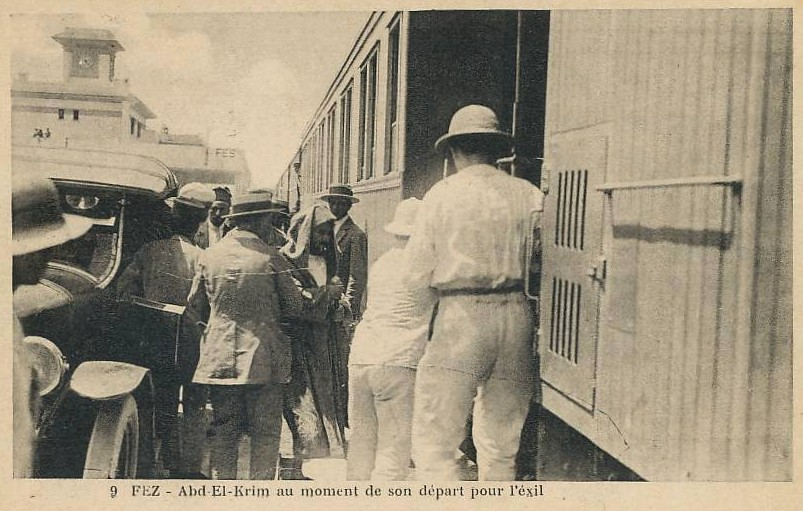
Abdelkrim al-Khattabi, au moment de son départ pour l'exil en 1926.

En 1926, Muhammad Ibn ‘Abd al-Krim al-Khattabi et une partie de sa famille sont exilés à La Réunion et installés jusqu'en 1929 au Château Morange, sur les hauteurs de Saint-Denis,. Abdelkrim habite ensuite la commune rurale de Trois-Bassins, dans l'ouest de l'île, où il achète des terres et construit une belle propriété. En mai 1947, ayant finalement eu l'autorisation de s'installer dans le sud de la France, il embarque, avec 52 personnes de son entourage et le cercueil de sa grand-mère, à bord du Katoomba, un navire des Messageries maritimes en provenance d'Afrique du Sud et à destination de Marseille. Arrivé à Suez où le bateau fait escale, il réussit à s'échapper et passe la fin de sa vie en Égypte, où il présidera le « Comité de libération du Maghreb Arabe». Il déclarera solennellement dans les Cahiers de l’Orient contemporain : « Le Rif, le Maroc, et les pays d’Afrique du Nord n’ont été dans le passé, ne sont dans le présent, et ne seront dans l’avenir que grâce à l’Islam et à l'arabisme ».
Lors de son exil en Égypte, il rencontrera Hassan Al-Banna qu'il prendra comme exemple religieux, notamment (dû à sa ressemblance dans la croyance soufi de son ancien professeur et maître, Al-Kattānī. Il prit l'habitude de lire et d'étudier ces livres, ainsi que lors de la prière du Maghreb, de prier derrière lui jusqu'à sa mort en 1949.
Quand Azzam Pacha (Secrétaire général de la Ligue arabe) est allé le voir pour lui annoncer la création imminente d’Israël et la détermination des pays arabes à libérer la Palestine, l’émir lui a répondu : « Surtout pas, n’en faites rien. Cette guerre-là, nous ne pouvons pas la gagner, car il y a deux éventualités : ou nous sommes défaits par le petit État juif, et nous serons la risée du monde ; ou nous gagnons, et nous aurons le monde entier contre nous. Alors que faire ? Laisser les Juifs coloniser les Palestiniens. Nous aurons affaire à une situation coloniale classique, et les Palestiniens se libéreront, comme se libéreront un jour les Marocains, les Tunisiens et les Algériens ».
Toute sa vie durant, il refuse de retourner au Maroc malgré la signature d’accords d’indépendance, la critiquant de par sa nature : un « compromis de la monarchie marocaine avec les ex-puissances coloniales ».
Muhammad Ibn ‘Abd al-Krim al-Khattabi meurt en 1963 au Caire. Le président égyptien Gamal Abdel Nasser lui accorde des funérailles nationales, sa dépouille reposant au Caire dans le carré réservé aux héros du monde arabe car les autorités marocaines refusent qu'il soit enterré sur son sol natal.

## Ouvrage
En 1926, l’Émir, défait, est donc exilé sur l’île de la Réunion. Lors de la première étape de ce voyage depuis le Maroc à bord d’un bateau, un journaliste français du nom de Jacques Roger-Mathieu accompagne ‘Abd al-Krim. Le journaliste est là pour recueillir et transcrire le témoignage, qu'il publie sous le titre de Mémoires d’Abd-el-Krim,.

### Œuvres de fiction
- Peggy-Loup Garbal, Abdelkrim ou la clef des mondes, éditions UDIR, 2019.
- Michel Thouillot, Marocs, Paris, Éditions L'Harmattan, 2015, 280 p. (ISBN 978-2-343-06571-7) (roman historique).